# Vasilīs Karras
Vasilīs Karras, all'anagrafe Vasileios Kesoglidīs (in greco Βασίλειος Κεσογλίδης?; Kokkinochōri, 12 novembre 1953 – Salonicco, 24 dicembre 2023), è stato un cantante greco.

## Biografia
All'età di 10 anni si trasferì insieme alla famiglia a Salonicco, dove nacquero i due fratelli, Damianos e Anastasia. La sua famiglia era piuttosto modesta: la madre lavorava come addetta alle pulizie mentre il padre, che di professione faceva il muratore, morì prematuramente.
Dai 13 ai 23 anni lavorò in un'autofficina per poi essere assunto nel reparto macchine di OSE, coltivando parallelamente la sua passione per il canto. Fece la sua prima apparizione sulla scena musicale nel 1969 presso il night club Prosfygas di Evosmos. Nel 1979 pubblicò con l'etichetta Vasipap il suo singolo di debutto, Paragkes kai palatia/Vazeis ston pono mou fōtia, seguito dal suo primo album nel 1980, Alīsmonītes ōres (Αλησμόνητες ώρες). Incise un gran numero di dischi, rimanendo in attività fino all'anno stesso della sua morte.
Nel 1973 sposò Christina Kesoglidī, da cui ebbe una figlia, Eirīnī.
È morto per complicazioni da COVID-19 il 24 dicembre 2023 a Salonicco presso il Centro medico interbalcanico: Karras era anche affetto da un cancro, giunto ormai allo stadio terminale.  Le esequie si sono svolte il 26 dicembre presso la basilica di Santa Sofia a Salonicco; il cantante è stato poi sepolto a Kokkinochōri.

## Discografia

### Album
- 1980 – Alīsmonītes ōres
- 1982 – Ti les kale
- 1984 – Giati na chōristoume
- 1985 - Mī katheis
- 1986 - Apokleistika gia sena
- 1987 - Ap' tīn Thessalonikī me agapī
- 1988 - Mia vradia stī Thessalonikī
- 1989 - Autī tī nychta
- 1990 - Eisai pantou
- 1991 - Lege o, ti thes
- 1992 - Den paō pouthena
- 1992 - Tragoudia ap' to syrtari
- 1993 - Nychta xelogiastra
- 1993 - Pōs tolmas
- 1993 - O īlios tou cheimōna me melagcholei
- 1994 - Stī Salonikī mia fara
- 1994 - Chreōse to se mena
- 1995 - Mia vradia sta nea deilina
- 1995 - 10 chronia
- 1995 - Ftais esy
- 1996 – Tīlefōnīse mou
- 1996 - Erchomai
- 1997 - M' echeis kanei alītī
- 1997 - S ena vradu zīsoume
- 1997 - Vrechei stī Thessalonikī
- 1998 - Fainomeno
- 1999 - Autopepoithīsī
- 1999 - Epistrefō
- 2000 - Oi megalyteres epitychies
- 2000 - Maurī lista
- 2001 - Gyrise
- 2002 - Ta dika mou tragoudia
- 2002 - Logia tīs nychtas
- 2003 - Pare to dromo ki ela
- 2004 - Telos
- 2005 - Ola ena psema
- 2007 - Oneira
- 2009 - Opōs palia
- 2010 - S' ta eipa ola
- 2011 - Etsi laïká!
- 2013 - Kyrios ma... Kai alītīs
- 2014 - Epilogī mou
- 2014 - Tzivaeri mou - 22 dīmotika tragoudia
- 2015 - Ap' to vorra mechri to noto
- 2016 - Ta kalytera taxidia
- 2017 - Alītī me leve
- 2020 - Rōtas an s' echō erōteuthei
- 2023 – Eimai edō

#### Album dal vivo
- 2007 - Ola mou ta chronia Live
- 2012 - Summerlife 2012 • Vasilīs Karras Live
- 2012 – TEATRO Music Hall

### Singoli
- 1979 – Paragkes kai palatia/Vazeis ston pono mou fōtia
- 1996 – Tīlefōnīse mou
- 2013 - Ti na mas peis
- 2013 - Agapaō ta lathos atoma
- 2013 - Deka tsigara
- 2014 - Dyo kouventes andrikes (con Stelios Rokkos)
- 2014 - Lykaina
- 2016 - Ta kalutera taxidia
- 2020 – Rōtas an s'echō erōteuthei
- 2021 - Nychta genarī
- 2021 – Esy mporeí
- 2022 – Foitītes (con Giṓrgos Kakosaíos)
- 2023 – Gia partī tīs